# Singhiella crenulata
Singhiella crenulata és una espècie d'hemípter del gènere Singhiella, de la família dels Aleiròdids.
Va ser descrita científicament per primera vegada per Qureshi & Qayyam el 1969.